# 大槌町文化交流センター
大槌町文化交流センター（おおつちちょうぶんかこうりゅうセンター）は、岩手県上閉伊郡大槌町に所在する多目的ホール、図書館等が設置されている施設。愛称は「おしゃっち」。

## 概要
東北地方太平洋沖地震による津波被害を受けるまで設置されていた旧図書館や御社地ふれあいセンター等を集約した施設。2018年6月10日に開館。開館イベントには指揮者・佐渡裕やピアニスト・西村由紀江らが参加し、コンサートが催された。

## 利用情報
- 開館時間 – 9時から22時
- 休館日 – 火曜日、12月28日から1月4日
- 1階

多目的ホール – 定員約140人
レッスン室、エントランスホール、ホワイエ、事務室
- 2階

震災伝承展示室 - 東日本大震災に関する資料や映像（映像資料）を見学できる。
会議室、和室、スタジオ
- 3階

図書館（10時から18時、金曜のみ19時まで開館）

## 建築
延べ床面積2,216m2、木造3階建て。施主は大槌町、設計施工は前田・近代・中居・ＴＯＣ異業種JV

## 交通アクセス
- 三陸鉄道大槌駅より徒歩5分
- 三陸沿岸道路大槌インターチェンジより車3分

## 周辺施設
- 大槌町役場
- 大槌城跡
- 小鎚神社